# Don Grolnick
Don Grolnick (New York, 23 settembre 1947 – New York, 1º giugno 1996) è stato un tastierista e compositore statunitense noto prevalentemente come membro del gruppo fusion Steps Ahead.

## Biografia
Iniziata l'attività musicale sul finire degli anni sessanta, collaborando con artisti quali John Scofield, J. D. Souther e James Taylor, dopodiché abbandono momentaneamente la professione per frequentare la Tufts University, con una specializzazione in filosofia.
Nel 1972 formò la band jazz-rock Fire & Ice con Ken Melville alla chitarra e Stuart Schulman, suo amico fin dall'infanzia, al basso.
Questa band suonò come gruppo spalla di artisti quali B.B. King, e Velvet Underground nei club come il Boston Tea Party e The Ark;
questa fu la prima incursione musicale di Grolnick nel rock, sia come performer che come compositore.
Ha fatto un tour con Linda Ronstadt nel 1977, alla quale si unì nuovamente nel 1984.

## Discografia

### Solista
- 1990 - Weaver of Dreams
- 1992 - Nighttown
- 1995 - Medianoche

### Con il Michael Schenker Group
- 1993 - Nightmare: The Acoustic M.S.G.

### Con gli Steps Ahead
- 1980 – Step by Step
- 1986 – Magnetic